# Лаврентия (село)
Лавре́нтия (эским. Ӄышы, чук. Ӄытрын) — село и административный центр Чукотского района Чукотского автономного округа России. Образует сельское поселение Лаврентия, являясь единственным его населённым пунктом.
Единственный районный центр Чукотки, имеющий сельский статус.

## Этимология
Село получило своё название по одноимённому заливу, название которому дал в 1778 году британский путешественник Джеймс Кук по церковному календарю в честь святого Лаврентия.
Чукотское название Ӄытрын — «сухая галечная коса».

## География
Село расположено на южном берегу залива Лаврентия напротив селения Пинакуль, которое было построено в советское время и потом закрыто, в 600 км к северо-востоку от Анадыря. В 10 км от селения Пинакуль находилось селение Нунямо, которое тоже было построено в советское время, но, так же как и Пинакуль, оно было нерентабельным и было закрыто. Последние жители выехали в 1978—1979 годах. В настоящее время Пинакуль — это небольшая перевал-база для морских зверобоев.
В 27 км от села расположены Лоринские ключи — месторождение минеральных теплоэнергетических вод, а в 17 км к югу — историко-культурный комплекс «Яндогай», на территории которого расположено древнее чукотское поселение, датирующееся I тысячелетием н. э.

## СМИ

### Радио
- 101.6 МГц — Радио Пурга;

## Население
| 1959  | 1970  | 1979  | 1989  | 2002  | 2006  | 2009  |
| ----- | ----- | ----- | ----- | ----- | ----- | ----- |
| 809   | ↗1702 | ↗2369 | ↗3012 | ↘1333 | ↘1325 | ↗1668 |
| 2010  | 2011  | 2012  | 2013  | 2014  | 2015  | 2016  |
| ↘1459 | ↘1452 | ↗1470 | ↘1415 | ↘1388 | ↗1426 | ↘1345 |
| 2017  | 2018  | 2019  | 2020  | 2021  | 2023  | 2024  |
| ↘1290 | ↘1185 | ↗1208 | ↘1170 | ↗1420 | ↗1451 | ↘1425 |

Данные о миграции населения:
| Показатели           | Eд. измерения | 2006 | 2007 | 2008 | 2009 | 2010 | 2011 | 2012 |
| -------------------- | ------------- | ---- | ---- | ---- | ---- | ---- | ---- | ---- |
| Число прибывших      | человек       |      |      |      |      |      | 79   |      |
| Число покинувших     | человек       |      |      |      |      |      | 68   |      |
| Миграционный прирост | человек       |      |      |      |      |      | 11   |      |

## История

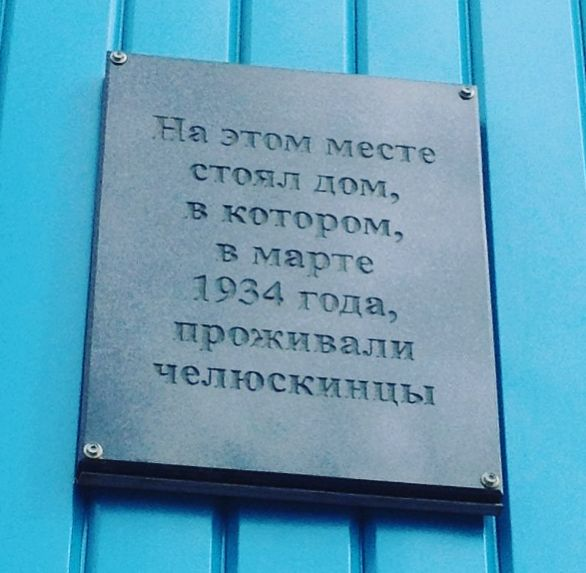
Мемориальная доска челюскинцам в с. Лаврентия

Село Лаврентия основано в 1927 году, когда здесь начала действовать чукотская культбаза, которая должна была соединить различные административно-хозяйственные учреждения региона и способствовать закреплению советской власти (пароход с построечным лесоматериалом и рабочими вошёл в залив Лаврентия в августе того же года). К осени 1928 года культбаза состояла из ряда построек: ветеринарного пункта, мастерской по ремонту руль-моторов и бытовой техники, больницы, цинкового склада, дома фактории, школы-интерната и трёх жилых домов.
После образования 10 декабря 1930 года Чукотского национального округа эта культбаза стала центром нового территориального формирования, однако в апреле 1932 года окружным центром стал Анадырь.
18 декабря 1933 года на заседании райбюро ВКП(б) был поднят вопрос о перенесении в Лаврентия районных учреждений, которые в то время находились в Уэлене. Тем не менее, окончательное решение о переносе было принято только 20 октября 1940 года, а первые районные учреждения переехали в село в 1942 году. Из-за Великой Отечественной войны окончательный перевод завершился только к 1946 году.
С переносом в Лаврентию районного центра в селе был построен новый грунтовый аэродром. В годы Великой Отечественной войны на нём осуществляли промежуточную посадку самолёты, которые доставляли из США в СССР грузы по ленд-лизу.
В 1955 году между селом Лаврентия и Анадырем было налажено регулярное авиасообщение. В 1958 году в село была переселена часть эскимосов, проживавших в посёлке Наукан, находившемся в самом узком месте Берингова пролива.

## Экономика и культура
Имеются промышленные предприятия местного значения. Уклад жизни близок к традиционному образу жизни чукчей и эскимосов, составляющих большинство жителей села Лаврентия. Основу экономики составляют предприятия сельского хозяйства — морской зверобойный промысел и оленеводство.
В селе действует школа, библиотека, районная больница, дом культуры. Имеется Лаврентьевский районный краеведческий музей, открытый 14 ноября 1969 года при районном доме культуры (с 1994 года — статус государственного). При доме культуры работает национальный клуб «Етти», а также выступает национальный ансамбль «Белый парус». В июле-августе в селе ежегодно проходит фестиваль морских охотников «Берингия», главным событием которого являются традиционные гонки на чукотско-эскимосских байдарах.
В селе расположен православный храм Архангела Михаила.

## Транспорт
Действует аэропорт, связывающий село с Анадырем. Время в полёте — около 2 часов.
Ходит рейсовый автобус по маршруту «Лаврентия—Лорино» (по единственной в муниципальном районе автомобильной дороге). Перевозки осуществляются по понедельникам, средам и пятницам на автобусе вахтового типа на шасси Урал-4320.
В Лаврентию ходит теплоход «Капитан Сотников» по маршруту Анадырь—Лаврентия (отплытие из Анадыря — 27 июля, 8, 20 августа, 1, 20 сентября; из Лаврентии — 29 июля, 10, 22 августа, 3, 22 сентября).

## Памятники и мемориалы

Памятник В. И. Ленину в с. Лаврентия

Памятник Пеликену

- Памятник В. И. Ленину, 1967 год, скульпторы В. Е. Матросов, А. А. Тюренков, архитектор В. А. Демин[37].
- Единственная мемориальная доска челюскинцам на Чукотке — на здании отдела полиции МВД России (ул. Дежнева, 8) установлена в 1996 году; надпись: «На этом месте стоял дом, в котором в марте 1934 года проживали челюскинцы».
- Памятник Пеликену, установленный в 2016 году на площади за зданием администрации Чукотского района.
- Мемориальная доска писателю Тихону Сёмушкину на здании «Центр образования села Лаврентия», открыта 16 августа 2017 года.
- Мемориальная доска полярному лётчику СССР Виктору Галышеву на здании Аэропорт «Залив Лаврентия», открыта 17 августа 2017 года силами Общественного совета по сохранению исторического наследия Дальнего Востока при ВООПИиК (Хабаровск)[38].

## Фоторепортажи
- Сергей Доля. Посёлок Лаврентия на Чукотке. ЖЖ (14 октября 2016). Дата обращения: 21 октября 2016.